# Îles Éoliennes
Pour les articles homonymes, voir Éolienne (homonymie).
Les îles Éoliennes (Isole Eolie en italien), ou îles Lipari du nom de l'île principale, sont un archipel volcanique situé au nord de la Sicile, dans la mer Tyrrhénienne, en Italie.
Depuis plus de deux siècles, les îles représentent un site idéal pour l'étude de la volcanologie et la géologie. Elles sont inscrites au patrimoine mondial par l'Unesco depuis 2000. L'archipel attire plus de 200 000 visiteurs chaque année.

## Géographie

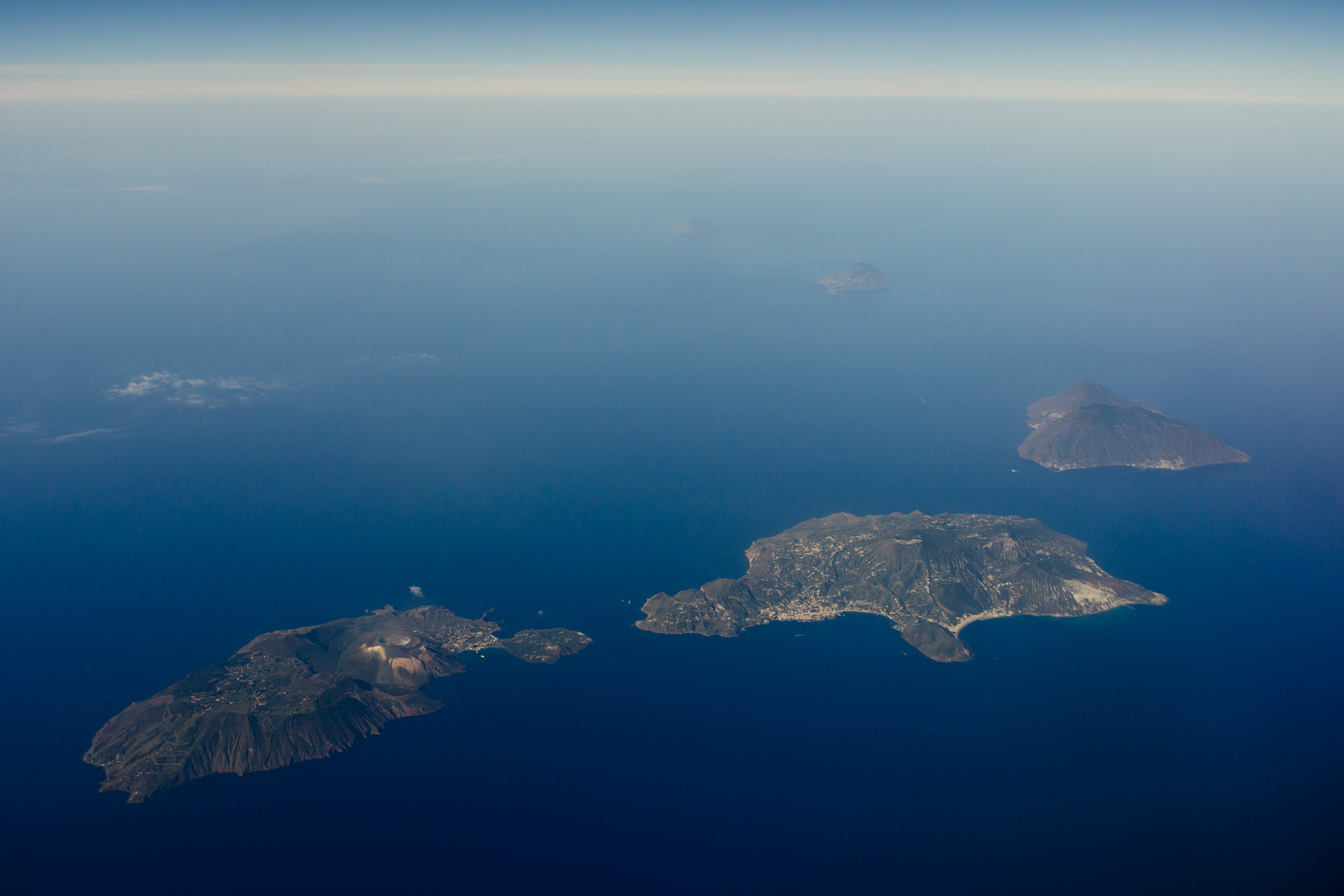
Vue d'avion sur Vulcano, Lipari et Salina, ainsi que Filcudi et Alicudi en arrière-plan.

Cet archipel comporte 25 îles, îlots et affleurements rocheux dont sept sont habités. Seules trois îles sont accessibles aux automobiles (Lipari, Salina et Vulcano). Toutes les îles ont une origine volcanique mais seules Vulcano et Stromboli ont encore un volcan actif.
Les sept îles principales habitées de l'archipel sont :
- Lipari, 10 554 habitants, dont la ville de même nom (Lipari) est la capitale. On y trouve des carrières de pierre-ponce ;
- Salina, 2 300 habitants, est la seconde plus grande île de l'archipel (27 km2). Elle tire son nom des exploitations de sel qui s'y trouvaient ;
- Vulcano, 717 habitants, dont le volcan (501 m d'altitude), en sommeil depuis 1890, émet des fumerolles sulfurées. Au bord de la mer, des bains de boue sulfureuse soulagent différentes affections ;
- Stromboli, 420 habitants, avec un volcan qui connaît une activité importante ;
- Panarea, 280 habitants, ne mesure que 3,4 km2 ;
- Filicudi, 250 habitants, comporte 6 volcans éteints ;
- Alicudi, 150 habitants, est l'île la plus occidentale de l'archipel.

Les dix-huit îlots et rochers ou groupes de rochers inhabités sont : 
- proche de Stromboli :
  - Strombolicchio ;
- proches de Panarea :
  - Scoglio la Nave et Le Formiche,
  - Basiluzzo et Rocher de Spinazzola,
  - Panarelli, Dattilo et Le Guglie,
  - Lisca Bianca, Bottaro et Lisca Nera ;
- proches de Lipari :
  - Faraglioni di Lipari et Le Formiche ;
- proches de Filicudi :
  - La Canna, Rocher de Montenassari, Rocher de Giafante et Rocher la Mitra ;

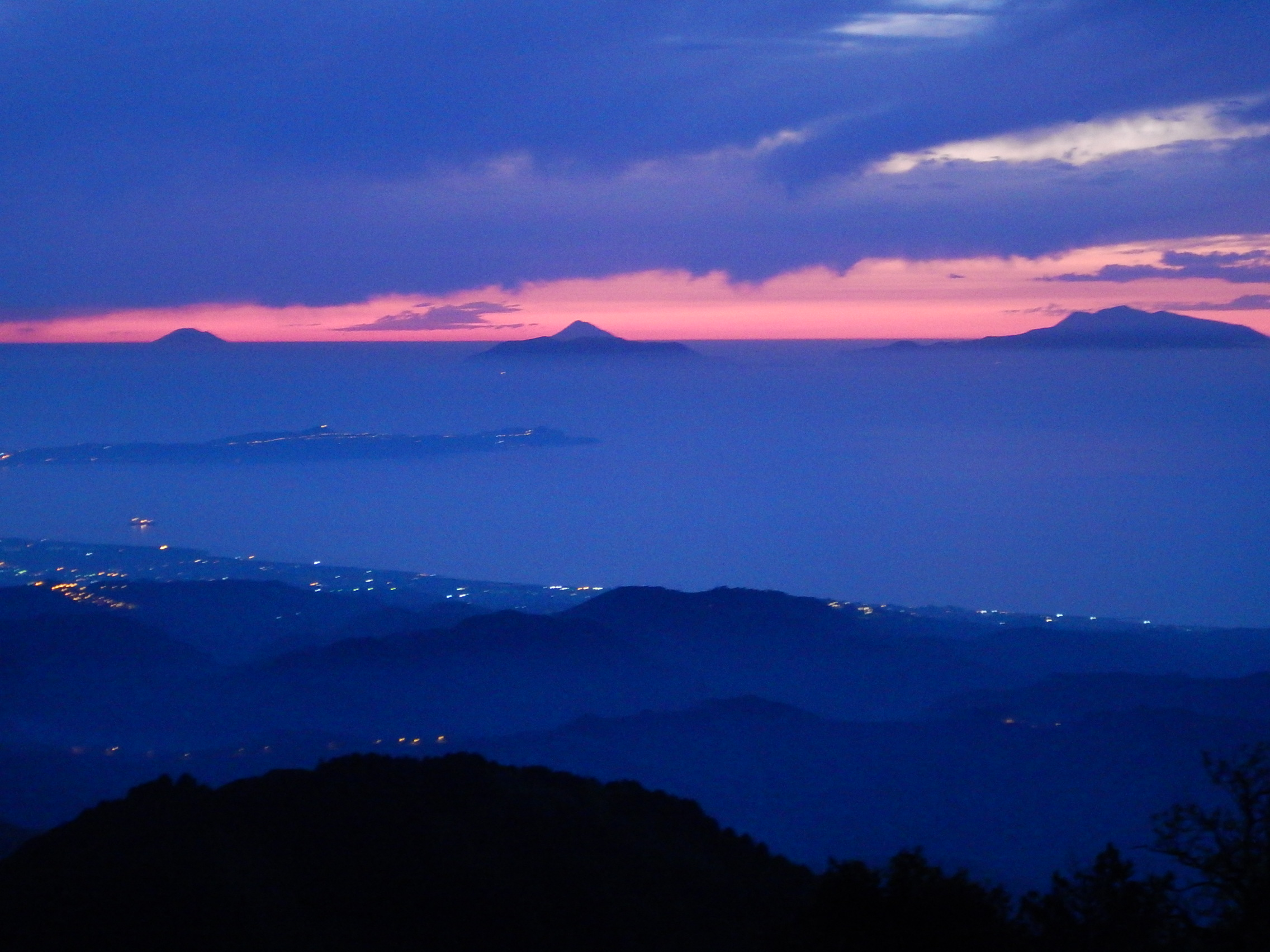
Les îles Éoliennes vues depuis le mont Dinnammare (monts Péloritains de Sicile).

- proche d'Alicudi :
  - Rocher Palomba.

Les sept îles principales
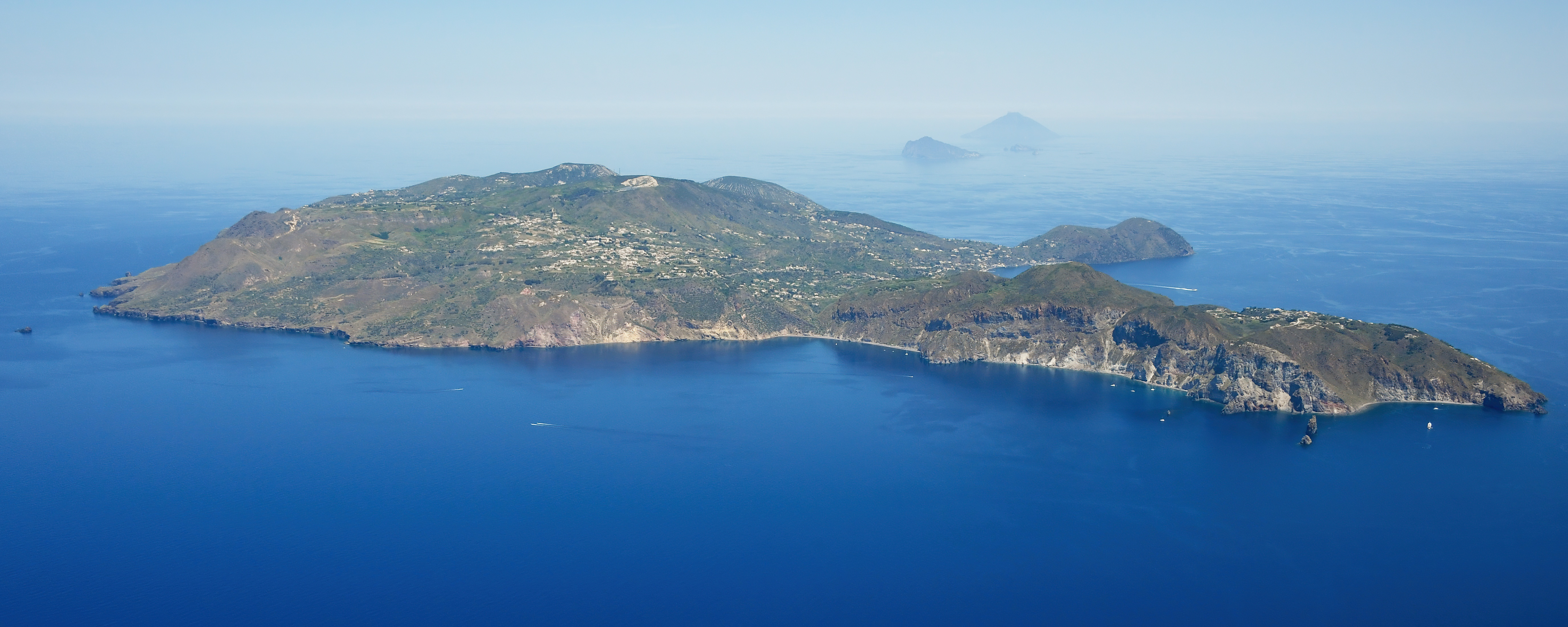
Lipari.
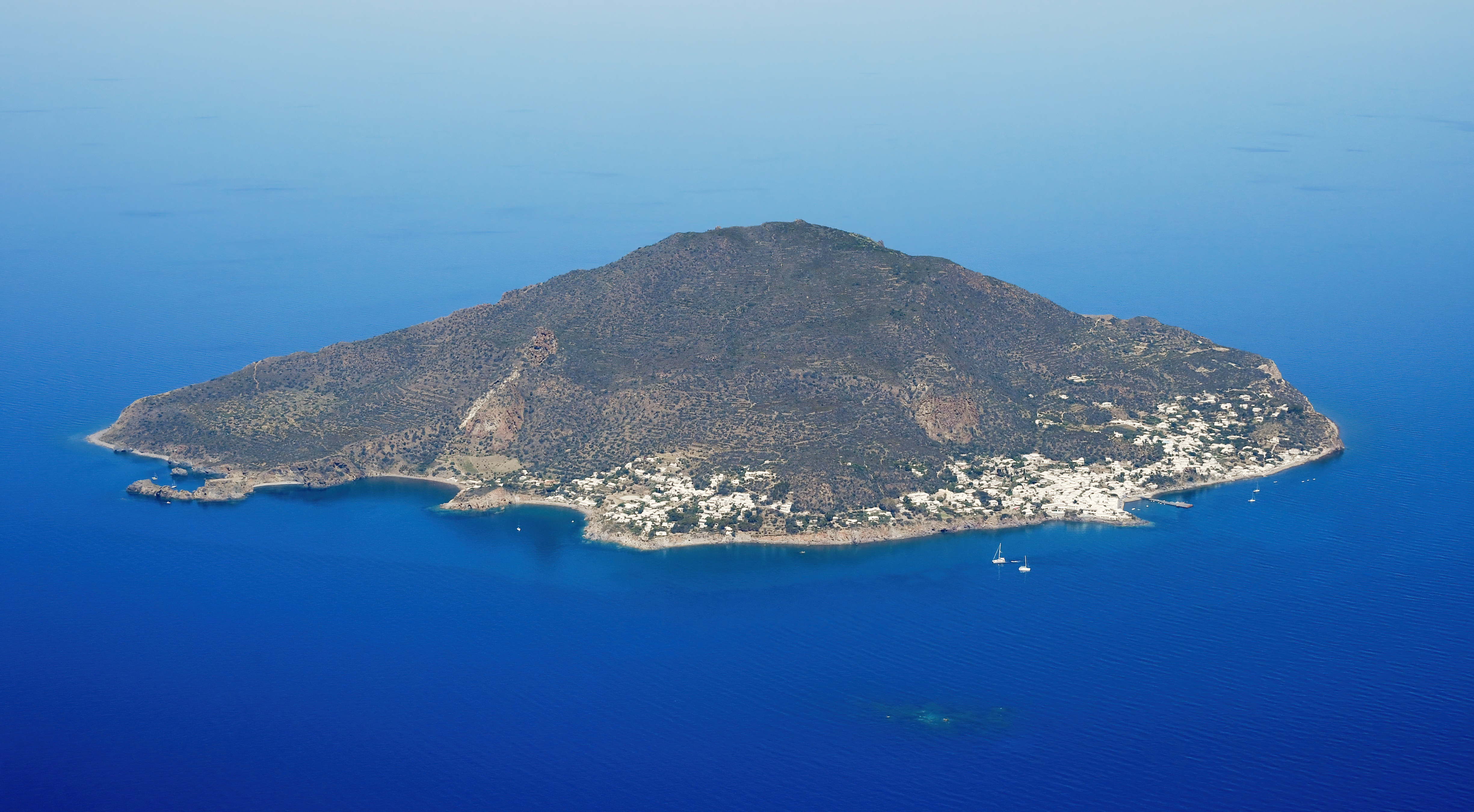
Panarea.
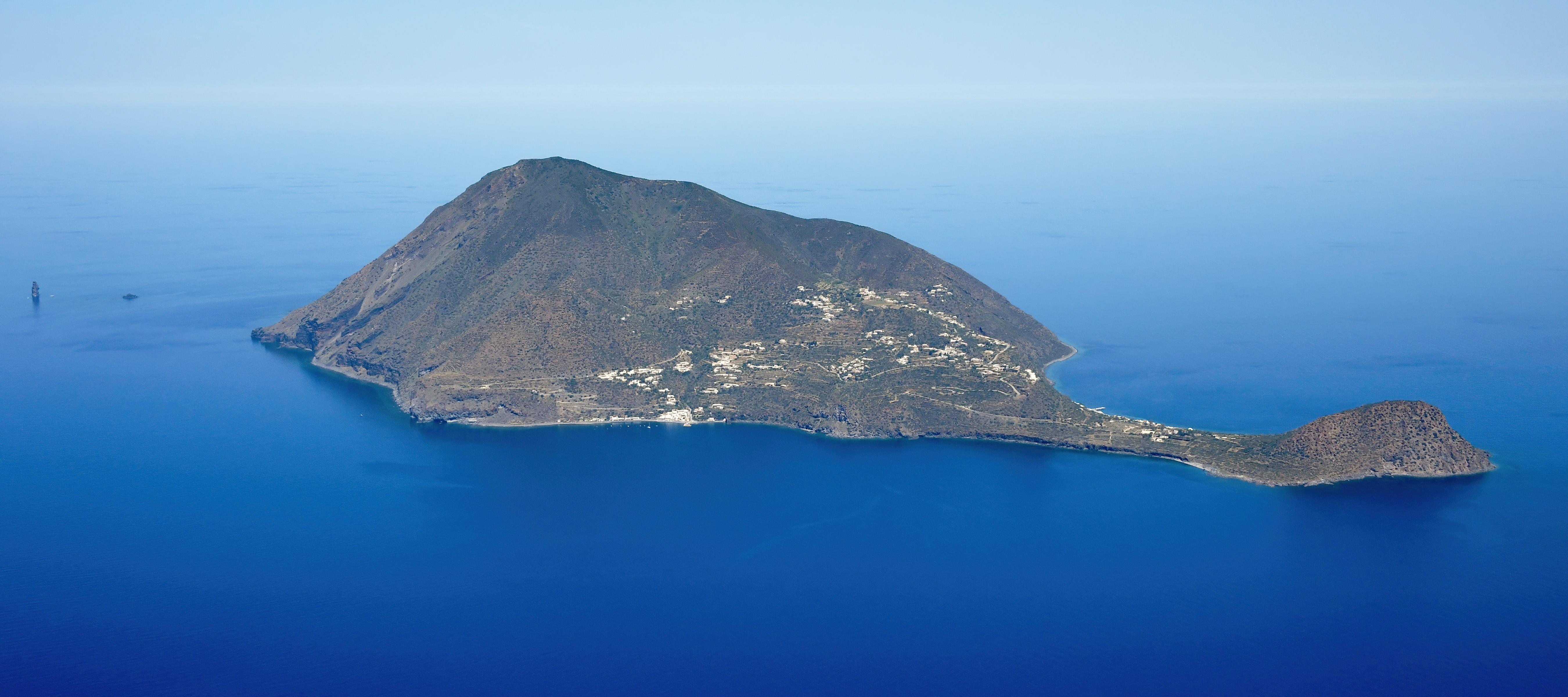
Filicudi.
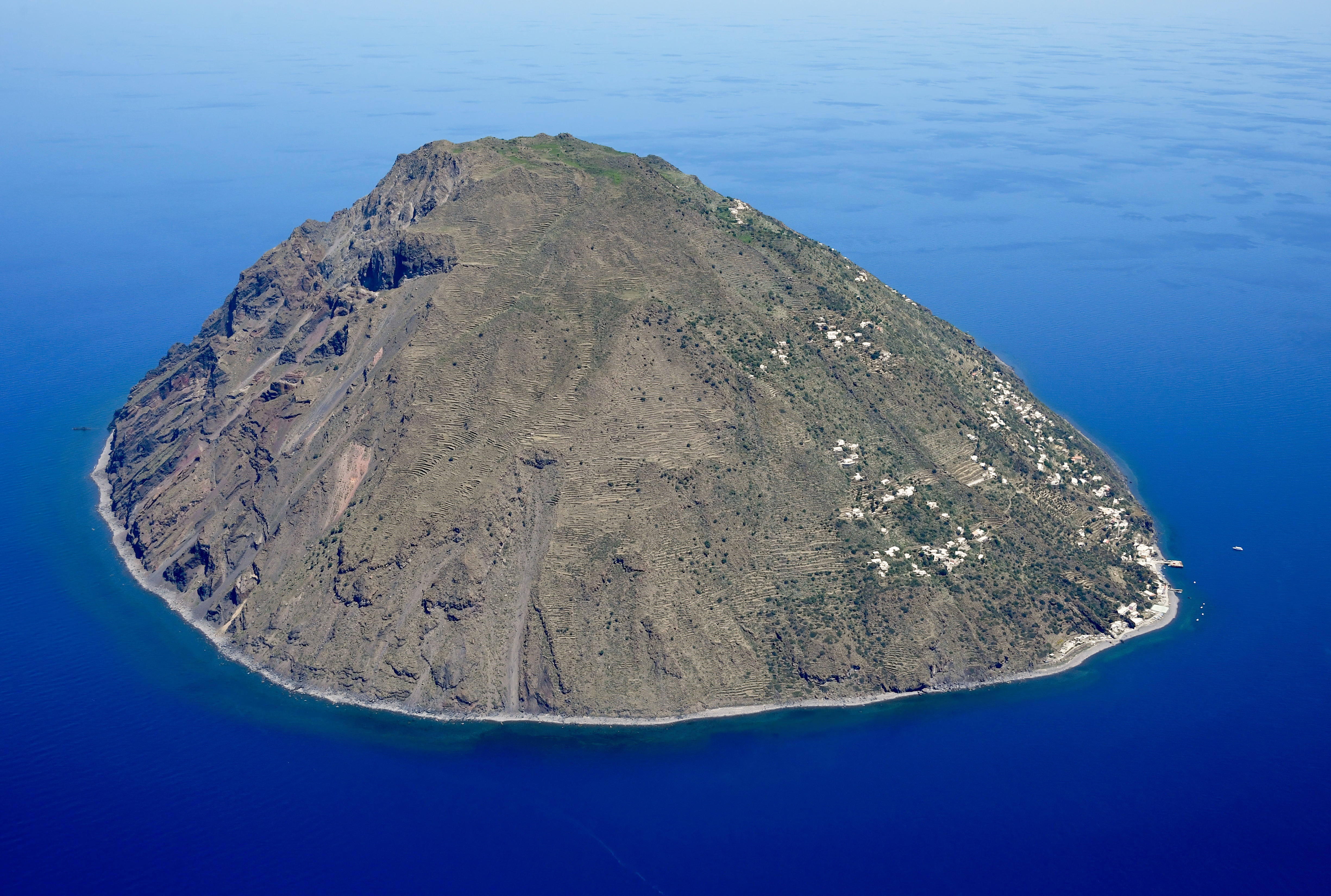
Alicudi.
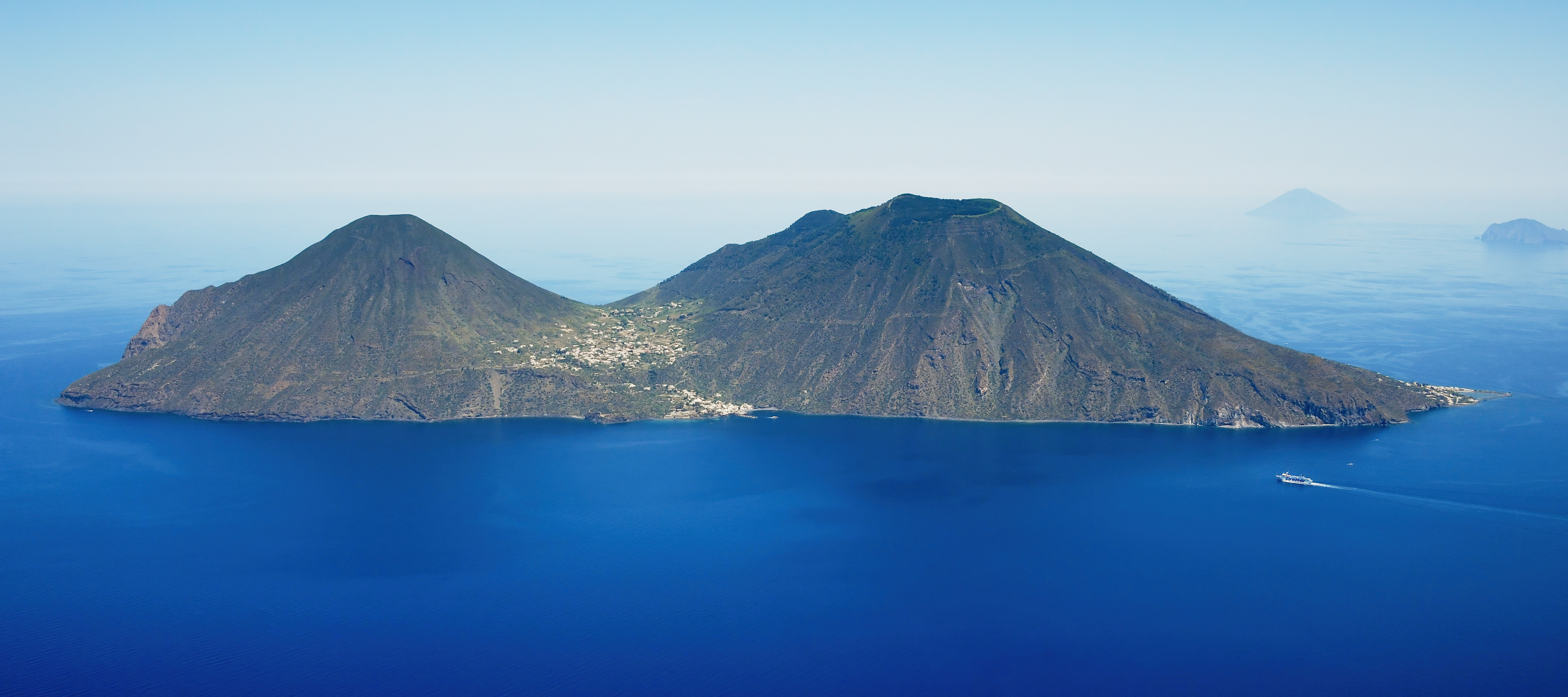
Salina.
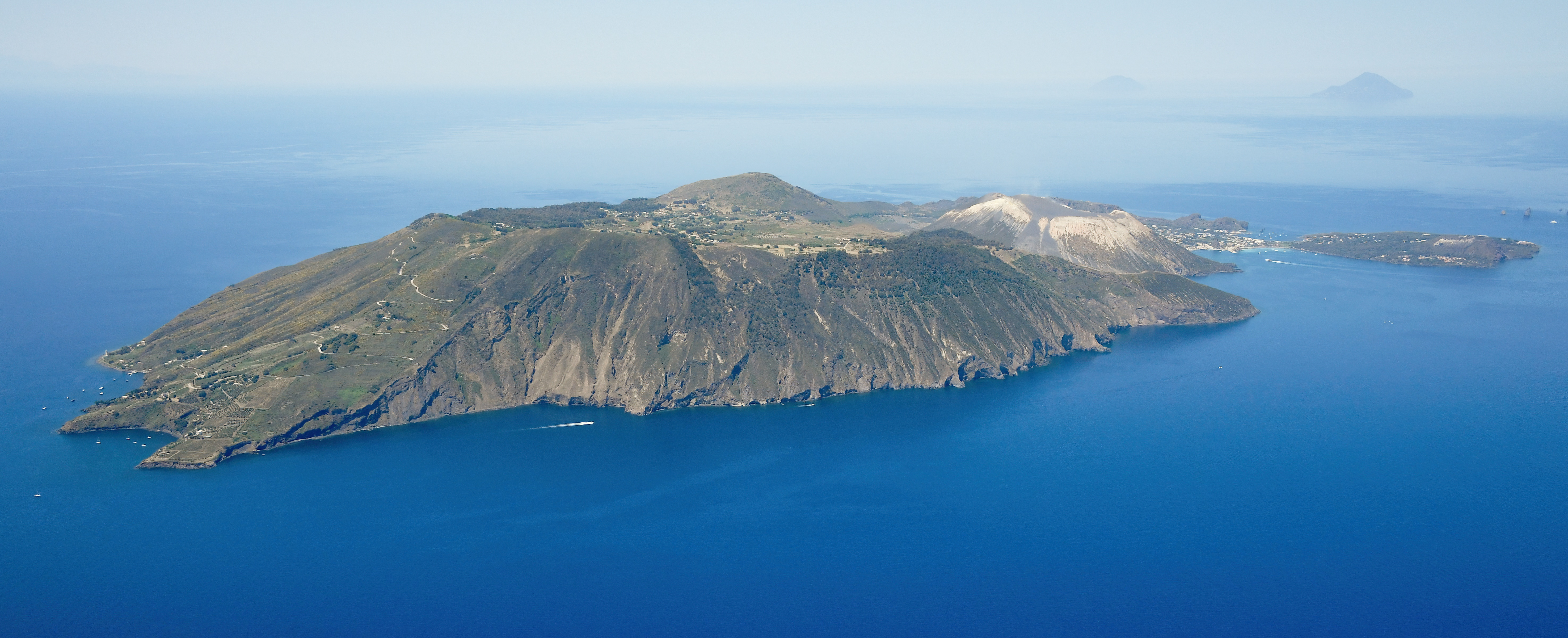
Vulcano.
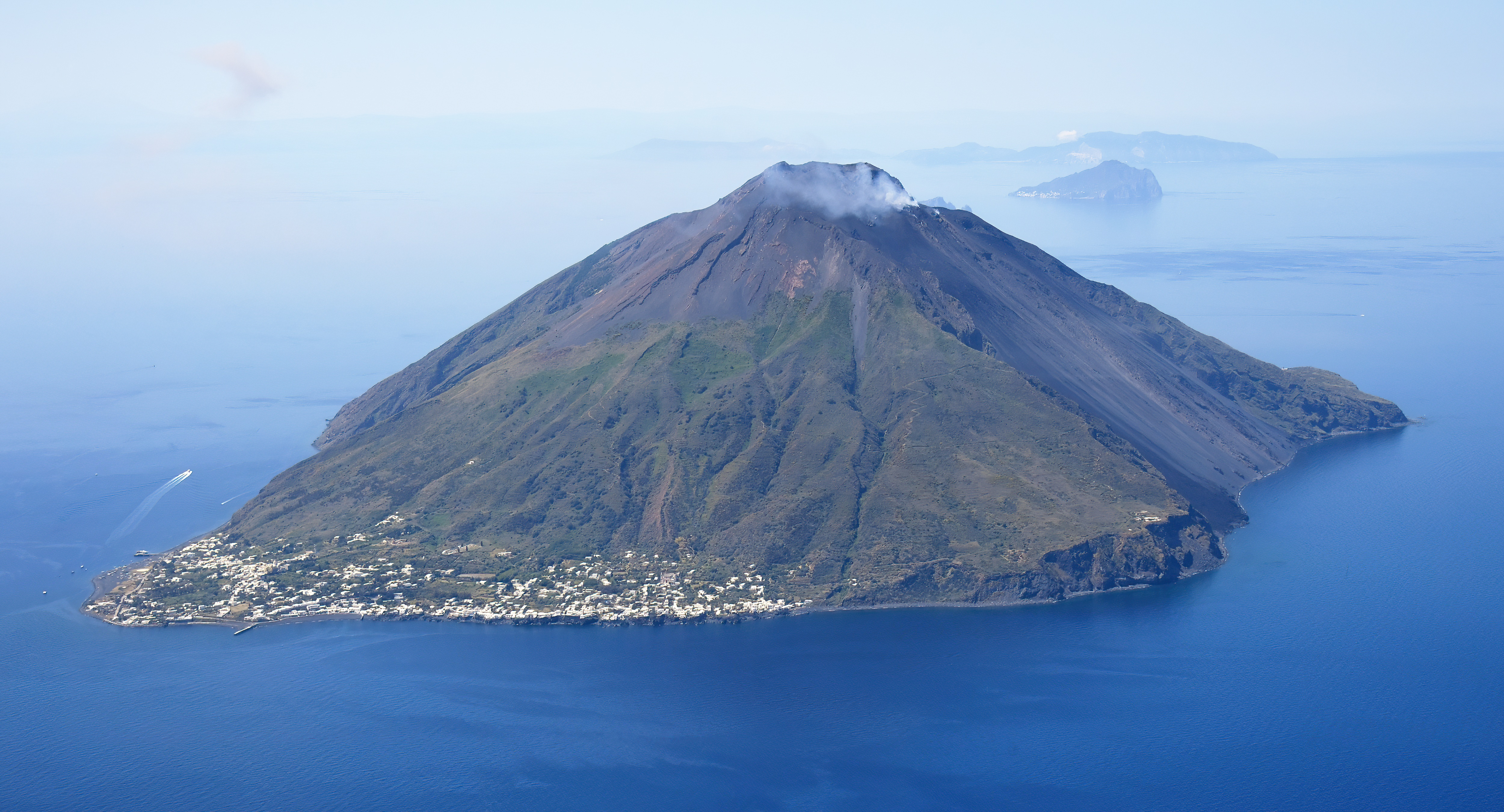
Stromboli.

## Administration
Au niveau administratif, l'archipel des Éoliennes appartient à quatre municipalités de la ville métropolitaine de Messine : Leni , Malfa et Santa Marina Salina situées sur l'île de Salina , tandis que la municipalité de Lipari contrôle les îles restantes.
| commune             | Population |
| ------------------- | ---------- |
| Léni                | 708        |
| Lipari              | 11 549     |
| Malfa               | 1 001      |
| Santa Marina Salina | 894        |

L'île la plus peuplée est Lipari. Salina, Vulcano, Stromboli, Panarea, Filicudi et Alicudi suivent dans l'ordre.

## Histoire

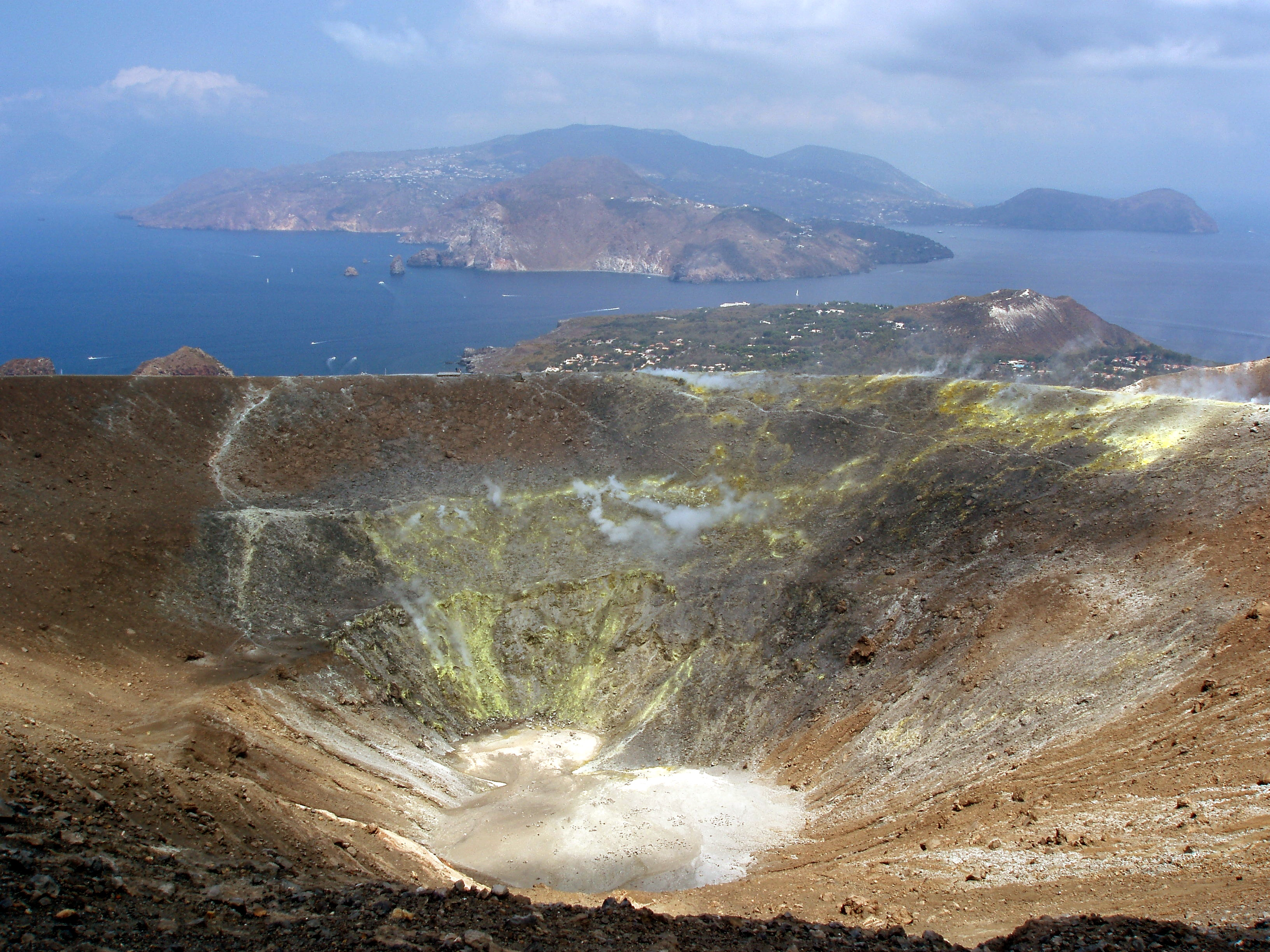
Vue depuis le sommet du cratère du Vulcano en direction du nord avec Lipari au dernier plan.

La préhistoire et l'histoire ancienne des îles Éoliennes sont bien connues grâce aux recherches archéologiques de Luigi Bernabò Brea et Madeleine Cavalier.
Une légende veut qu'Éole ait colonisé l'archipel pendant la guerre de Troie, une autre que ce soit le fait d'Italiens méridionaux. Dans L'Odyssée d'Homère, Ulysse se rend dans l'une des îles de l'archipel (peut-être Lipari) et y rencontre Éole. On sait que des Grecs de Cnide débarquent vers 580 av. J.-C. avec pour chef un dénommé Pentathlon à leur tête.
Théophraste explique dans son deuxième Livre Sur l’histoire qu’aux environs du détroit dit « Ionien » se produisent dans la mer des exhalaisons de feu assez intenses pour réchauffer, et que le bruit qui vient des îles d’Éole s’entend jusqu’à mille stades.
La bataille des îles Lipari a lieu entre les flottes romaines et carthaginoise en 260 av. J.-C. Rome perd la bataille.
Sous Mussolini, un camp de prisonniers politiques est établi de 1925 à 1940 sur ces îles, surnommées alors les « bagnes de feu ».
L'inclusion des îles Éoliennes au patrimoine mondial de l'Unesco est menacée par le projet urbanistique d'au moins quatre nouveaux ports au village de Lipari selon la Commission nationale italienne de l’Unesco.

## Patrimoine
Depuis 2000, les îles Éoliennes sont inscrites au patrimoine mondial par l'UNESCO, en raison de leur caractère volcanique et leur place dans la vulcanologie. 

## Dans les arts

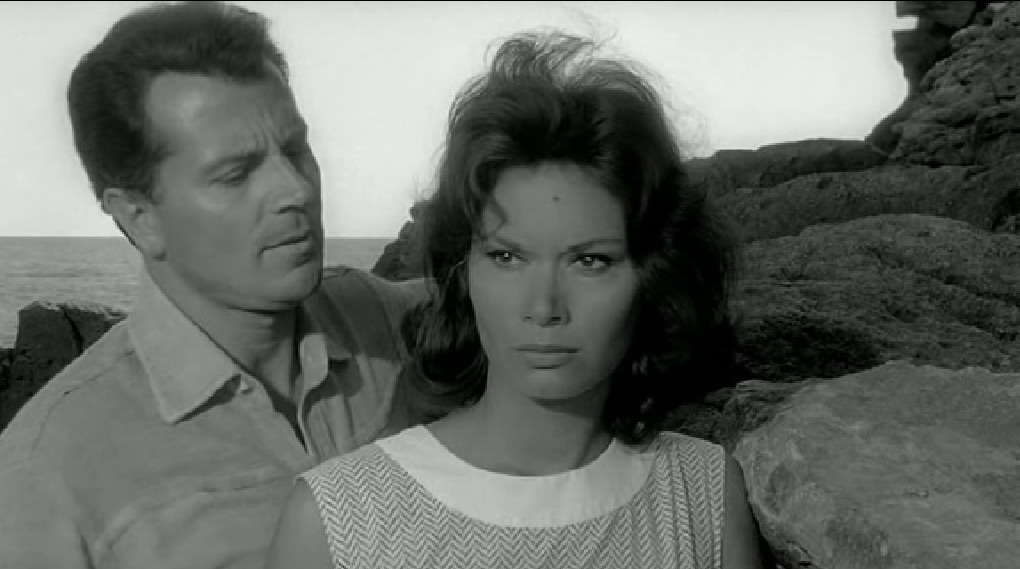
Une scène de L'avventura sur l'îlot de Lisca Bianca.

### Au cinéma
- 1950 : Vulcano de William Dieterle avec Anna Magnani et Rossano Brazzi
- 1950 : Stromboli de Roberto Rossellini avec Ingrid Bergman
- 1960 : L'avventura de Michelangelo Antonioni avec Monica Vitti, Lea Massari et Gabriele Ferzetti
- 1993 : Journal intime de Nanni Moretti dont un chapitre est consacré aux îles Éoliennes.
- 1994 : Le Facteur de Michael Radford avec Philippe Noiret qui se passe sur l'île de Salina.

### Littérature

#### Romans
- Vango, de Timothée de Fombelle
- Le bagne de feu de Pascal Malosse

#### Récits de voyage
- Dans L'Odyssée d'Homère (VIIIe siècle av. J.-C.), Ulysse et ses hommes rencontrent Éole dans l'une des îles de l'archipel où le dieu a son palais. Rien ne permet d'affirmer de laquelle il s'agit (peut-être Lipari)
- Jean André Deluc raconte le voyage de son frère Guillaume Antoine en 1757 dans le tome 2 de Lettres physiques et morales sur l'histoire de la Terre et de l'Homme (1780).
- Voyage Pittoresque des Isles de Sicile, de Malte et de Lipari [lire en ligne], de Jean-Pierre Houël, qu’il publia de 1782 à 1787 (4 volumes in-folio). Pour l'illustrer, il grava des planches, elles-mêmes inspirées de ses dessins.
- Voyage aux iles de Lipari, fait en 1781 [lire en ligne], du géologue Déodat Gratet de Dolomieu (1783).
- Alexandre Dumas raconte son passage dans l'archipel dans Le Capitaine Arena (1842), deuxième partie de sa trilogie Impressions de voyage dans le Royaume de Naples.
- La Vie errante de Guy de Maupassant (1890), chapitre « En Sicile » (1885).